# План Полсън
Планът „Полсън“ или План на Полсън (на английски: Paulson plan), също Предложение за подпомагане на финансовата система на САЩ (на английски: Proposed bailout of U.S. financial system), познат в официалната терминология на Държавния департамент на САЩ като Акт за извънредна икономическа стабилизация от 2008 година (Emergency Economic Stabilization Act of 2008, EESA) е план за преодоляване на последствията от Световната финансова криза след 2007 г.
Планът е разработен след серия банкрути на американски банки, включително „Лемън Брадърс“. Предвижда основно предоставяне от Федералния резерв (фактически централната банка на САЩ) на заеми за закъсали банки в размер на 700 млрд. щ. долара€ По съществото си това е държавна помощ за корпорации, при това виновни за финансовата криза. Втората част от плана предвижда значителни данъчни облекчения за поддържане на енергетиката, преди всичко – алтернативната.
Автор на плана е Хенри Полсън (Henry Merritt „Hank“ Paulson Jr.) – 74-ти министър на финансите на САЩ и бивш президент и главен изпълнителен директор на „Голдмън Сакс“. Всичко това вбесява общественото мнение в САЩ и в резултат се формира ново „чаено парти“.

## Основни положения
Планът Полсън предвижда:
- програма за окрупняване (сливане) на проблемни активи (бейлаут);
- данъчни облекчения за бизнеса и населението;
- специални стимули в сферата на енергетиката.

Терминът „бейлаут“ (bailout) означава финансова политика чрез предоставяне на финансова хомощ, а в слечяь предвижда също и окрупняване под шапката на държавата на финансови учреждения – основно банки с т.нар. „токсични активи“ (несъбираеми кредити), с цел недопускане на масови банкрути и колапс на финансовата система. Вследствие от тази финансова политика и финансово управление се появява неминуем ръст на бюджетния дефицит и инфлация. Настъпва дългова криза в САЩ през 2011 г.

## Критика на плана
Група конгресмени републиканци наричат плана „социализъм“ и излизат с алтернативен план. По тяхно мнение проблемните активи трябва да се окрупнят в специален хедж фонд, което би било застраховка за недопускане на заразяване и не би объркало сметките, като по този начин финансовото управление би било по-прозрачно и ефективно. Най-видният критик на плана е Ричард Шелби.